# No-anàleg (ecologia)
No-anàleg o alternativament "climes no anàlegs" o "comunitats ecològiques no anàlegues" en paleoecologia o la predicció ecològica són aquelles sense equivalents en l'actualitat.

## Exemples

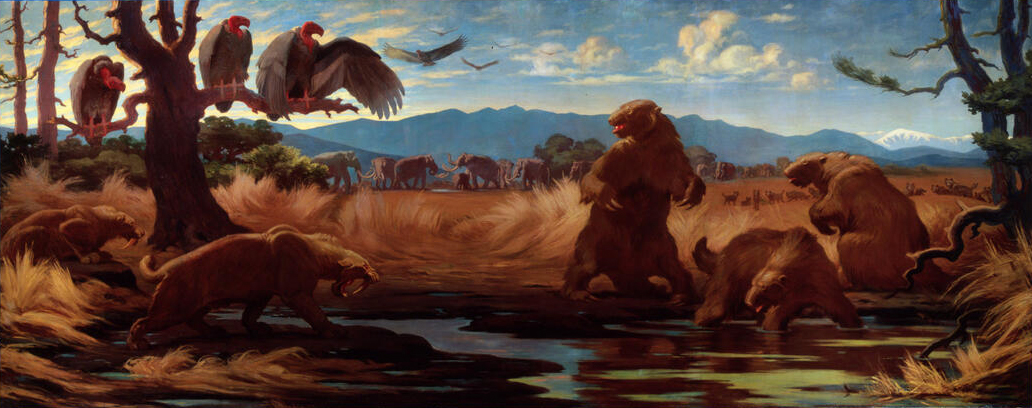
La megafauna del Plistocè d'Amèrica del Nord no té un anàleg en la corresponent fauna de l'Holocè.

- Un cas encara més extrem de clima no anàleg és el clima d'hivernacle del Palaeogen que s'estenia al litoral d'un Oceà Artic lliure de gel. Els paleobotànics no han trobat danys pel gel en els anells de creixement dels arbres d'aquella època en la qual els arbres creixien a 10-20 º de la latitud del Pol Nord.[6]

- Projeccions de comunitats no anàlegues futures basades en dos models climàtics i algorismes de distribució d'espècies indiquen que cap a l'any 2070 la meitat de Califòrnia podria estar ocupada per nous conjunts d'espècies d'ocells amb alteració important dels patrons d'interaccions d'espècies.[7]